# Quilalí
Quilalí là một khu tự quản thuộc tỉnh Nueva Segovia, Nicaragua. Khu tự quản Quilalí có diện tích 345 ki lô mét vuông. Đến thời điểm năm 2005, huyện Quilalí có dân số 26461 người.